# Gemeinhardt Márton
Gemeinhardt Márton (Martin Gemeinhardt) (Bánság, 1877 – Svájc, 1934) építész.

## Életútja
Felesége a Kolozsvárról származó Máthé Vilma, dr. Vajna Vilmos fogorvos, egyetemi magántanár gyámleánya.
Az első világháborúban népfelkelő mérnök volt. 1917-ben közbenjárt Nagykereki legrégebbi, 1635-ben, Török János által adományozott harangjának visszaállításában, hazaszállításában. Ezt 1659–1660-ban Szejdi Ahmed pasa foglalta le, amikor megtámadta és elpusztította a falut.
A világháború után Svájcban telepedett le, ahol 1934-ben hunyt el.

### Politikai pályája
1918-1919-ben a Márton Albert által irányított Délvidéki Magyar Nemzeti Tanács tagja volt.
1919 áprilisától az ellenkormány tagja lett, az ugyancsak temesvári Fülöpp Bélával, Korossy Györggyel, Pálossy Dénessel és Tubán Tiborral egyetemben.

### Építészi, építőmesteri pályája
1902. május 23-án szerezte meg építőmesteri képesítését. Főként temesvári szecessziós épületek dicsérik a keze munkáját. Téglagyára is működött Szabadfalun.

## Munkái
| Sorszám | Leírás | Cím | Építés éve                                   | Kép | Forrás                                   |
| ------- | --- | --- | -------------------------------------------- | --- | ---------------------------------------- |
| A       | Csendes Jakab palotája. Szecessziós épület. | Temesvár, Belváros (Cetate), Savoyai Jenő utca 22.                                                                    | 1905.                                        |     | [ 7 ]                                    |
| B       | Marshall Ferenc-palota. Szecessziós épület. | Temesvár, Józsefváros (Iosefin) és Erzsébetváros (Elisabetin) negyedek közt található, Tudor Vladimirescu rakpart 12. | 1903. december 14 – 1904. november 1.        |     | [ 8 ] [ 9 ] [ 10 ] [ 11 ]                |
| C       | Hartlauer János háza. „Pávák és baglyok háza” (Homlokzatát növényi motívumok és állatok díszítik: pávák, baglyok, mókusok.) Szecessziós épület. | Temesvár, Józsefváros (Iosefin), Piața Plevnei 7.                                                                     | Épült: 1904. április 29. – 1904. november 1. |     | [ 8 ] [ 12 ] [ 13 ] [ 14 ] [ 15 ]        |
| D       | Romulus Nicolin háza. (Pávás ház) Szecessziós épület.                                                                                           | Temesvár, régi Józsefváros (Iosefin), Str. Gen. Henri Berthelot 4.                                                    | 1904. február 9. – 1904. szeptember 14.      |     | [ 8 ] [ 12 ] [ 14 ] [ 16 ] [ 17 ] [ 18 ] |
| E       | Gemeinhardt Márton háza. Szecessziós épület. | Temesvár, Józsefváros (Iosefin), Str. Gen. Henri Berthelot 7.                                                         | 1908. augusztus 3. – 1909. augusztus 4.      |     | [ 19 ]                                   |
| F       | Szecessziós épület. | Temesvár, Str. Gheorghe Doja 35.                                                                                      |                                              |     | [ 20 ]                                   |
| G       | Banképület. Szecessziós épület, növényi ornamentikával.                                                                                         | Temesvár, Str. Ion Ghica 1.                                                                                           | 1906. március 5. – 1906. november 5.         |     | [ 8 ] [ 21 ] [ 22 ] [ 23 ] [ 24 ]        |
| H       | Weisz Károly háza (Hotel Royal). Szecessziós épület.                                                                                            | Temesvár, Bd. Gen. Ion Dragalina 27.                                                                                  | 1909 – 1910                                  |     | [ 8 ] [ 23 ] [ 25 ]                      |
| I       | Gemeinhardt Márton-palota (Hotel Splendid). Szecessziós épület. 1941-ben átépítették. Azóta újjáépítve.                                         | Temesvár, Bd. Gen. Ion Dragalina 29.                                                                                  | 1911. szeptember 26. – 1912. február 26.     |     | [ 8 ] [ 26 ] [ 27 ]                      |
| J       | Palotaegyüttes. Építtetők valószínűleg: Schmirer Salamon és Hanecker Adolf. Szecessziós épületek, Jugendstil hatás.                             | Temesvár, Józsefváros (Iosefin), Tudor Vladimirescu rakpart 22., 23., 24., Str. Ion Ghica 19.                         | 1911. szeptember 26. – 1913. február 1.      |     | [ 8 ] [ 9 ] [ 28 ]                       |
| K       | Schott Albert-palota. Szecessziós épület. | Temesvár, Bd. Iuliu Maniu 47.                                                                                         | 1911. szeptember 26. – 1913.                 |     | [ 8 ] [ 29 ]                             |

## Fordítás
- Ez a szócikk részben vagy egészben  a   Martin Gemeinhardt című román Wikipédia-szócikk ezen változatának fordításán alapul.  Az eredeti cikk szerkesztőit annak laptörténete sorolja fel. Ez a jelzés csupán a megfogalmazás eredetét és a szerzői jogokat jelzi, nem szolgál a cikkben szereplő információk forrásmegjelöléseként.